# Slow Dance
Albums de Jeremy Jay
A Place Where We Could Go
(2008)
Slow Dance est le deuxième album studio de Jeremy Jay. En France, cet album a été encensé par le mensuel rock Magic et par Les Inrocks.

## Liste des titres
1. We Were There
2. In This Lonely Town
3. Gallop
4. Canter Canter
5. Slow Dance
6. Winter Wonder
7. Will You Dance with Me?
8. Breaking the Ice
9. Slow Dance 2
10. Where Could We Go Tonight?